# 臺中市動物保護防疫處
臺中市動物保護防疫處（簡稱臺中市動保處、臺中市動防處），為臺中市政府農業局的所屬機關。

## 歷史
- 1957年9月，臺中市政府僱用臨時家畜防疫員10人，成立「臺中市家畜防疫隊」。
- 1963年6月，依據《臺灣省家畜疾病診治所組織規程準則》成立「臺中市家畜病防治所」，隸屬臺中市衛生局。
- 1966年2月，依據修正的《臺灣省各縣市家畜疾病防治所組織規程》更名為「臺中家畜疾病防治所」，並將原僱用臨時家畜防疫員納入編制。
- 1986年12月，臺灣省政府再修正《臺灣省各縣市家畜疾病防治所組織規程》，水產之疾病防疫業務納入管理。
- 1992年3月，修正《臺灣省縣市家畜疾病防治所編制》，增設股長。
- 1997年7月，遷至現址辦公。
- 2000年3月修改組織章程，更名為「臺中市動物防疫所」，股長改制為課長，並增設第三課及動物收容組。
- 2001年10月10日，於南屯區大肚山上設立「臺中市可愛動物園區」（今臺中市動物之家南屯園區）。
- 2007年2月，更名為「臺中市動物保護防疫所」，設動物防疫課、動物保護課、獸醫藥政課，並增設動物收容課及會計室。
- 2010年12月25日臺中縣市合併升格直轄市後，合併「臺中縣家畜疾病防治所」改制為「臺中市動物保護防疫處」，設7組2室，隸屬於臺中市政府農業局。

## 歷任首長
處長
| 姓名   | 就職時間 | 卸任時間 |
| ------ | -------- | -------- |
| 余建中 | 2010年   |          |
| 林儒良 | 2016年   | 現任     |

## 業務
預防人畜共通傳染病發生與制止蔓延。狂犬病等人畜共通傳染病防治。生乳、肉、蛋等畜產品衛生檢驗業務。

### 相關單位
- 臺中市動物之家（南屯、后里園區）[1]
- 臺中市動物保護諮詢委員會

## 外部連結
- 臺中市動物保護防疫處 （页面存档备份，存于）